# Улица князя Михаила
Улица Князя Михаила (серб. Кнез Михаилова улица) — главная пешеходная улица Белграда, столицы Сербии. Расположена в муниципалитете Стари-Град. Помещена в список памятников исключительной важности Республики Сербии, большая часть зданий имеет архитектурное значение, поскольку построена в 1870-х годах. Крупная торговая зона Белграда.

## Расположение
Улица проходит от Калемегдана (на северо-западе) до площади Республики (на юго-востоке).

## История
Считается, здесь находился центр древнеримского города Сингидунума, а во времена турок-османов в этом районе были улицы с садами, фонтанами и мечетями. После разработки в 1867 году строительного плана Белграда, улица получила сегодняшний вид. В 1870 году городская управа официально дала улице название — улица Князя Михаила, в честь Михаила III Обреновича. До 1950-х годов большинство домов улицы Князя Михаила принадлежало двум богатейшим семьям Белграда. При коммунизме эти здания перешли в собственность государства.

## Здания
- Отель «Srpska Kruna», ул. Князя Михаила, 56. Построен в 1869 году в стиле романтизма. С 1945 года по 1970 год в нём располагалась Национальная библиотека Сербии, теперь — городская библиотека Белграда.
- Дом Марко Стояновича, ул. Князя Михаила, 53-55. Построен в 1889 году адвокатом Марко Стояновичем в стиле ренессанс. Раньше в нём располагалась Академия искусств, основанная в 1937 году, но в данный момент в нём находится галерея Академии.
- Квартал городской застройки, ул. Князя Михаила, 50, 48 и 46. Построен в 1870-х годах, представляет начало разрыва «балканской» традиции в архитектуре с добавлением элементов модерна. Все здания построены в одинаковом стиле — от традиционного романтизма до ренессанса:
  - Дом Христина Кумануди, 50.
  - Дом Кристина Механа, 48.
  - Дом Велико Савича, 46.
- Здание Сербской академии наук и искусств, ул. Князя Михаила, 35. Построено в 1923—1924 году в академическом стиле.
- Фонд (задужбина) Николы Спасича, ул. Князя Михаила, 33. Здание построено в 1889 году в стиле ренессанс купцом Николой Спасичем.
- Пассаж Николы Спасича, ул. Князя Михаила, 19. Построен в 1912 году в стиле модерн.
- Ресторан «Grčka Kralica», ул. Князя Михаила, 51. Построен в 1835 году в академическом стиле.
- Отель «Rusija», ул. Князя Михаила, 38. Построен в 1870-х годах[4].

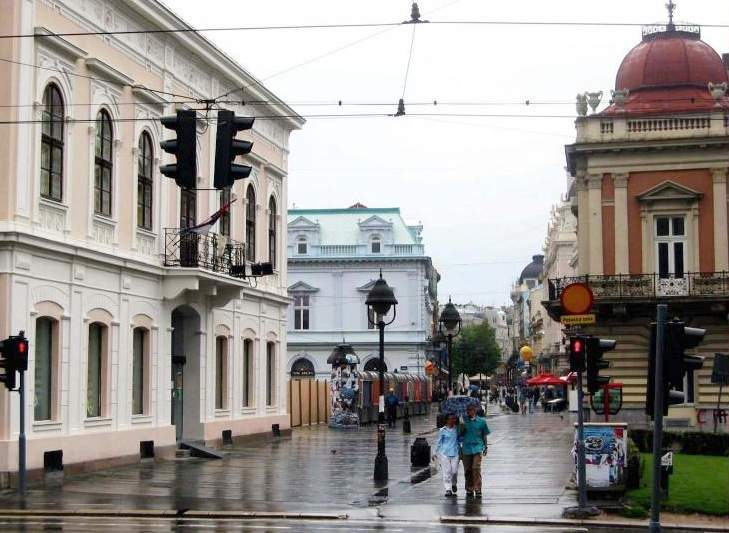
Уличные виды
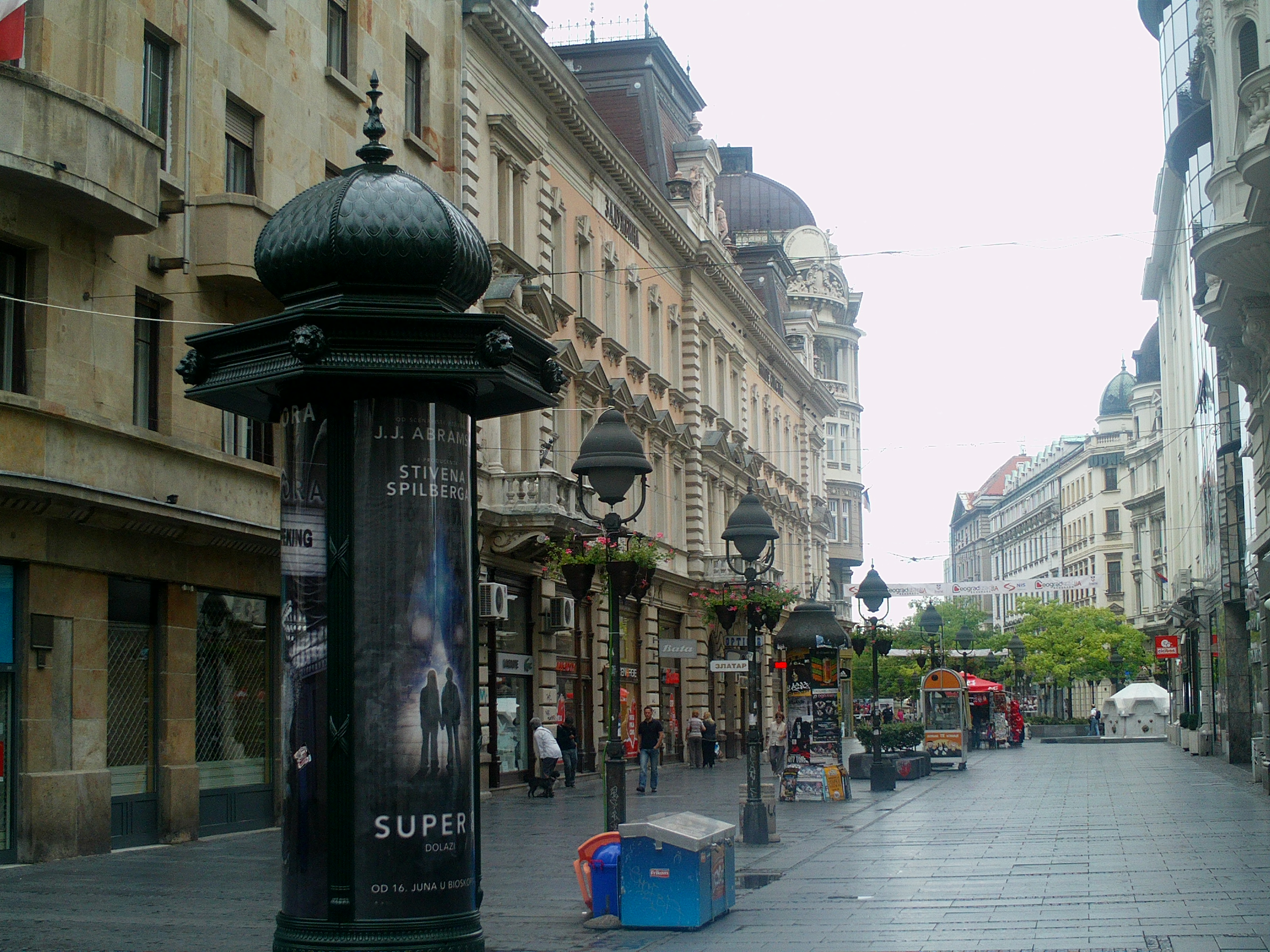
Уличные виды